# Федерални избори в Канада (2021)
Федералните избори в Канада през 2021 г. се провеждат на 20 септември 2021 г. На тях се избират членове на Камарата на общините в 44-тия парламент на Канада. Акта за провеждането на изборите са издадени от генерал-губернатора Мери Саймън на 15 август 2021 г., когато премиерът Джъстин Трюдо иска разпускането на парламента и провеждането на предсрочни избори.
Трюдо печели трети мандат като министър-председател, и образува второ правителство на малцинството. Въпреки че либералите се надяват да спечелят правителство с мнозинство, за да управляват сами, резултатите остават почти без промяна от федералните избори в Канада през 2019 г. Либералната партия печели най-много места – 160, но й достига до необходимите 170 места за мнозинство в Камарата на общините, и така те формират правителство на малцинството с подкрепата на други партии.